# Diploglossus monotropis
Espèce
Synonymes
- Scincus monotropis Kuhl, 1820
- Camelia jamaicensis Gray 1839

Diploglossus monotropis est une espèce de sauriens de la famille des Diploglossidae.

## Répartition
Cette espèce se rencontre au Nicaragua, au Costa Rica, au Panama, en Colombie et en Équateur.

## Publication originale
- Kuhl, 1820 : Beiträge zur Zoologie und vergleichenden Anatomie. Hermannsche Buchhandlung, Frankfurt, p. 1-152 (texte intégral).